# Haemulon maculicauda
Haemulon maculicauda är en fiskart som först beskrevs av Gill 1862.  Haemulon maculicauda ingår i släktet Haemulon och familjen Haemulidae. IUCN kategoriserar arten globalt som livskraftig. Inga underarter finns listade i Catalogue of Life.